# مولکول مزونی
یک مولکول مزونی مجموعه‌ای از دو یا چند مزون است که با نیروی هسته‌ای قوی به هم پیوند دارند. برخلاف مولکول‌های باریونی که همه عناصر طبیعت ( به جز اتم هیدروژن ) را تشکیل می‌دهند ٬ این ذرات هنوز به‌طور قطعی مشاهد نشده‌اند.در آزمایش‌هایی در سال‌های ۲۰۰۳ و ۲۰۰۷ ذراتی کشف شد که تاکنون بهترین کاندیدای برای مولکول مزونی به‌شمار می‌روند.

## نوشتارهای مرتبط
- مزون